# Kriestowka (obwód wołogodzki)
Kriestowka (ros. Крестовка) – wieś w Rosji, w rejonie grazowieckim obwodu wołogodzkiego. W 2002 liczyła 35 mieszkańców, z kolei w 2010 populacja miejscowości wynosiła 38 osób.